# Thomas Müller (skidåkare)
Thomas Müller, född 5 mars 1961 i Aschaffenburg i Bayern i Västtyskland, är en tidigare västtysk nordisk kombinationsåkare som tävlade internationellt under 1980-talet och början av 1990-talet. Han ingick i det västtyska lag som tog guld på 3 x 10 kilometer lag i olympiska vinterspelen 1988 i Calgary samt tog guld på 3 x 10 kilometer lag vid världsmästerskapen 1985 och 1987.
Då han inte kvalade in till olympiska vinterspelen 1992 slutade han tävla. Han blev senare tränare.

### Fotnoter
1. ↑  ”Thomas Müller” (på engelska). Sports-Reference. Arkiverad från originalet den 18 april 2020. https://web.archive.org/web/20200418063751/https://www.sports-reference.com/olympics/athletes/mu/thomas-muller-1.html. Läst 17 september 2017.